# محمد الحبسي (كاتب)
محمد الحبسي هو كاتب وشاعر وإعلامي وباحث ثقافي، كما يعتبر أيضًا شاعر أغنية، وله كتابات في الصحافة الإماراتية والدوريات المعنية بالثقافة والتراث،؛ حائز على جائزة الدولة التشجيعية ضمن جائزة الإمارات للرواية عام 2015 عن روايته كوخ الشيطان. إضافة لحصوله على عدد من التكريمات المحلية وغير المحلية في جانب الكتابة والشعر.

## حياته
ولد محمد الحبسي في الإمارات وبدأ حبّه للأدب منذ صغره، وفي مرحلة البلوغ بدأ يتأثر بالتراث العربي والشعر الجاهلي وقصص الشعراء إضافة لاهتمامه بالتاريخ العربي.

## أعماله

### كتب
| الرقم التسلسلي | اسم الكتاب                                    | ردمك                 | ملاحظات                                            | مرجع  |
| -------------- | --------------------------------------------- | -------------------- | -------------------------------------------------- | ----- |
| 1              | 100 قصة عن الشيخ زايد                         | (ردمك 9789948241287) | سيرة ذاتية                                         | [ 5 ] |
| 2              | 100 قصة عن الشيخ محمد بن راشد                 | -                    | سيرة ذاتية                                         | [ 6 ] |
| 3              | كوخ الشيطان                                   | (ردمك 9789948183891) | حاصلة على الجائزة التشجيعية جائزة الإمارات للرواية | [ 7 ] |
| 4              | المتاحف الخاصة في الإمارات : دراسة .. و أمثلة | (ردمك 9789948462019) | دراسة                                              | [ 8 ] |
| 5              | حامد في متحف الاتحاد                          | -                    | أدب طفل                                            | [ 9 ] |

## الجوائز
- جائزة الإمارات للرواية 2015 عن رواية كوخ الشيطان[10]

### روابط خارجية
- لقاء مع محمد الحبسي من هيئة الثقافة والفنون في دبي